# せいこうの歴史再考
『せいこうの歴史再考』（せいこうのれきしさいこう）は、BS12 トゥエルビで2016年1月11日に放送開始した旅番組。

## 概要
時代を築いた名将や偉人の足跡を経済目線で、歴史のポイントになった場所を訪れ、名所に残るものや謎のエピソードから学べる経済術を探ります。

## 出演者
- 旅人
  - いとうせいこう
- 歴史タント
  - 美甘子
  - 小栗さくら
  - 小日向えり

## スタッフ
- ナレーター：里見康之
- 構成：石津聡、古林壮太、安念高志、村城大輔
- CG：ぴーたん
- 技術協力：東洋放映、IMAGICA
- 音効：岡沢秀二
- 編集：勝呂康英
- MA：赤津英彰
- PR：新妻僚子（トゥエルビ）
- AD：中川和将
- ディレクター：杉野将人、守山龍之介
- 演出：鴛海剛
- プロデューサー：佐橋範昭（トゥエルビ）、飯塚一志、佐藤正子
- 制作著作：BS12 トゥエルビ、frame inf

## 放送時間
- 月曜 21:00 - 21:55